# Jimmy Dickinson
Jimmy Dickinson (Alton, Hampshire, Inglaterra; 25 de abril de 1925 – Alton, Hampshire, Inglaterra; 8 de noviembre de 1982) fue un futbolista y entrenador inglés que jugaba en la posición de mediocampista.

## Carrera

### Club
Jugó toda su carrera con el Portsmouth FC de 1946 a 1965 donde logró ganar dos títulos del campeonato nacional a finales de los años 1940, jugó 764 partidos y anotó nueve goles, siendo ésta la segunda mayor cantidad de apariciones de un jugador para un solo equipo en la liga de Inglaterra solo debajo de John Trollope que tuvo 770 apariciones con el Swindon Town FC. En total tuvo 864 apariciones en general con el Portsmouth FC, récord del club. Un año antes de su retiro recibe la medalla de la Orden del Imperio Británico.

### Selección nacional
Jugó para Inglaterra de 1949 a 1956 en 48 partidos, y al igual que en el club, nunca recibió una tarjeta por lo que fue apodado Gentleman Jim. Participó en las copas mundiales de Brasil 1950 y Suiza 1954 y actualmente es el único jugador inglés en anotar un autogol en un mundial de fútbol, lo hizo ante Bélgica en Suiza 1954.

### Entrenador
Fue entrenador del Portsmouth FC de 1977 a 1979.

## Fallecimiento
Murió en 1982 a los 57 años de edad a causa de tres infartos al corazón. En 1998 fue incluido en la lista de las 100 leyendas del fútbol inglés en su centenario, tiene una imagen en el Fratton Park, un pub en la ciudad de Portsmouth lleva el nombre de The Gentleman Jim y la calle Dickinson Road en su honor.

## Logros

### Club
- Campeonato de Inglaterra: 2

1948/49, 1949/50

### Individual
- Orden del Imperio Británico en 1963.
- Lista de las 100 leyendas del fútbol inglés.